# Michael I. (Rumänien)

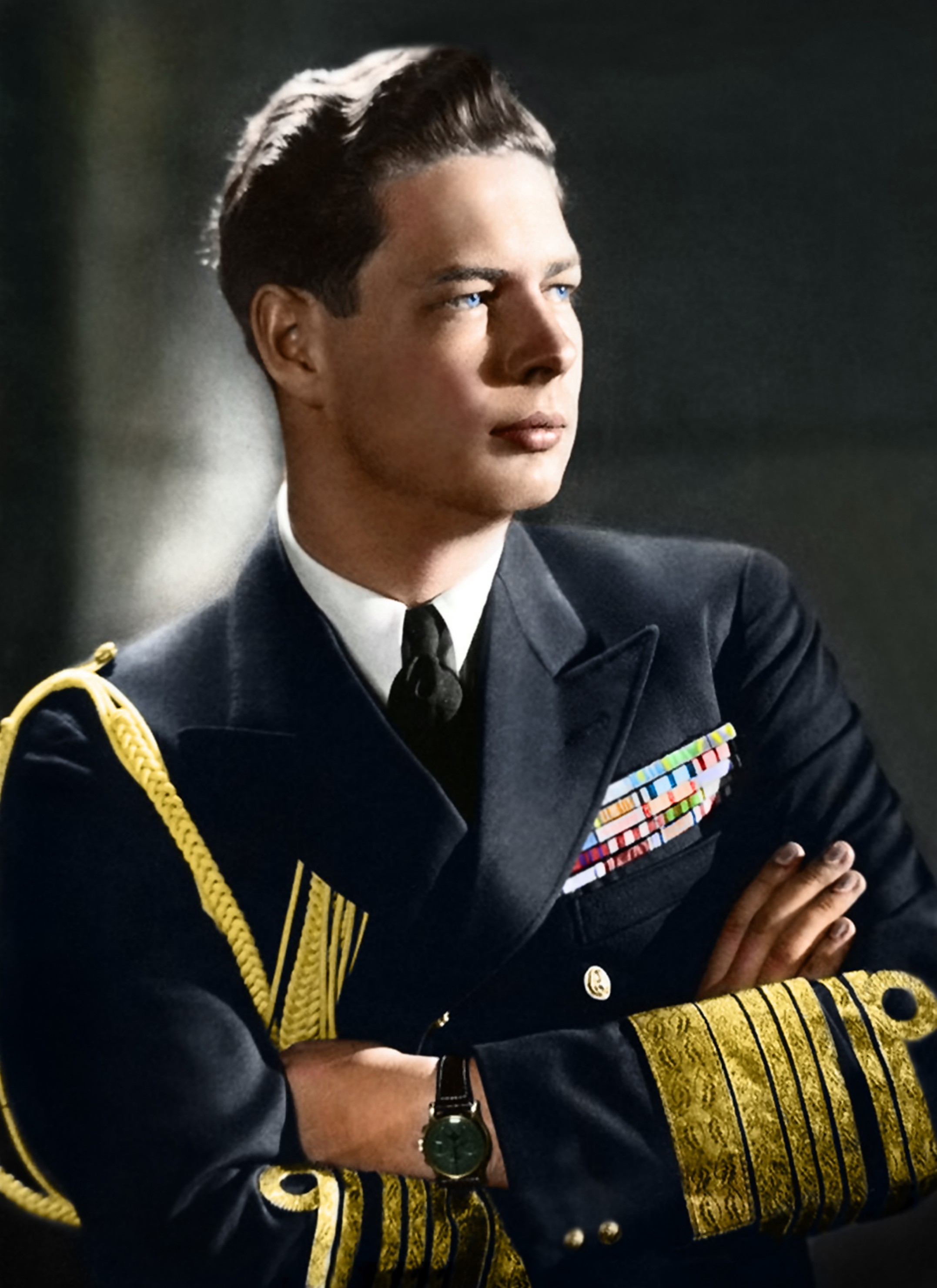
Michael I. von Rumänien (1947)

Michael I. von Rumänien (rumänisch Mihai I.; * 25. Oktober 1921 in Sinaia; † 5. Dezember 2017 in Aubonne, Schweiz) aus dem Hause Hohenzollern-Sigmaringen war von 1927 bis 1930 sowie von 1940 bis 1947 König von Rumänien.

## Leben

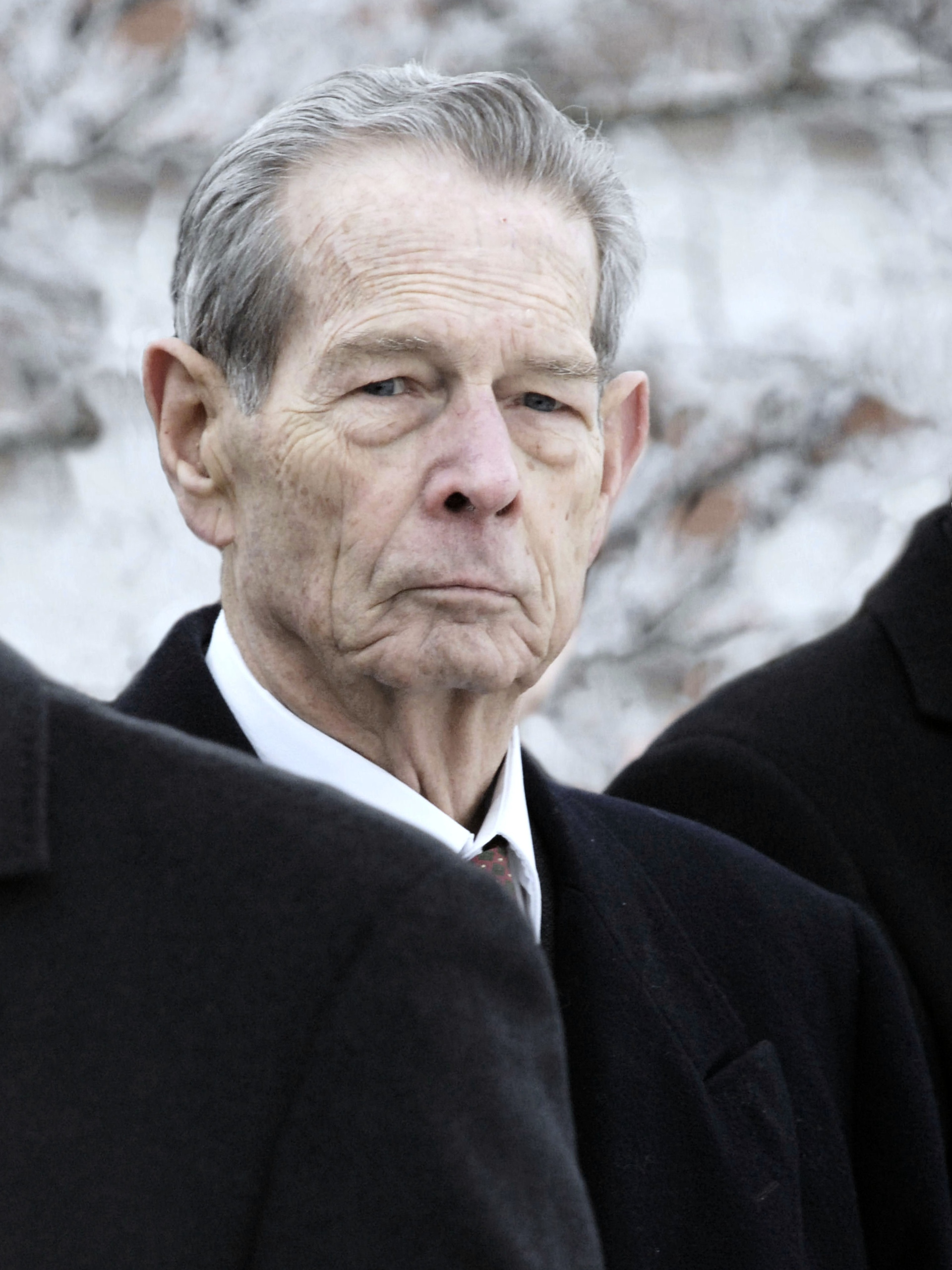
Michael I. von Rumänien (2007)

### Jugend und Herrschaft
Michael I. wurde als Sohn des rumänischen Thronfolgers Prinz Karl (rumänisch Carol) und dessen Gattin Prinzessin Elena von Griechenland und Dänemark im Karpatenort Sinaia geboren. Sein Vater wurde 1926 wegen seines Lebenswandels zugunsten des Sohnes von der Thronfolge ausgeschlossen. Als Fünfjähriger bestieg Michael I. (rumänisch Mihai I.) 1927 nach dem Tod seines Großvaters Ferdinand den rumänischen Thron. Die Regierungsgeschäfte in dieser Zeit führten sein Onkel Prinz Nikolaus und ein Regentschaftsrat.
Sein Vater Karl allerdings kehrte am 6. Juni 1930 aus seinem Exil in Paris nach Rumänien zurück und bestieg als Karl II. den Thron. Nachdem er auf Grund von Gebietsverlusten während seiner Regierungszeit (Bessarabien, Nordbukowina, Süddobrudscha und – nach dem zweiten Wiener Schiedsspruch vom 30. August 1940 – Nord-Siebenbürgen) innenpolitisch immer weiter unter Druck geraten war, wurde Michael am 6. September 1940 erneut zum König ausgerufen. Er war de jure zwar wieder Herrscher, die tatsächliche Regierungsgewalt besaß aber der General und zum „Führer“ (rumänisch conducătorul) ausgerufene Ion Antonescu. Ab dem Ende des Jahres 1941 kam es zu zunehmenden Spannungen zwischen Michael und Antonescu.
Während des Zweiten Weltkriegs trat Rumänien an der Seite Deutschlands in den Krieg gegen die Sowjetunion ein. Als die Rote Armee im Sommer 1944 zum Großangriff auf Rumänien ansetzte, entließ Michael nach dem Königlichen Staatsstreich am 23. August 1944 Antonescu aus dem Amt, wechselte die Seiten und erklärte am 25. August dem Deutschen Reich den Krieg. Von seiner Kooperation mit der UdSSR erhoffte er sich einen schnellen Friedensschluss, doch die Rote Armee besetzte zunächst ganz Rumänien, bevor am 12. September ein Friedensvertrag geschlossen wurde.
Nach Beendigung des Zweiten Weltkriegs regierte Michael als Staatsoberhaupt mit stark eingeschränkten Befugnissen weiter, bis er am 30. Dezember 1947 von der herrschenden Rumänischen Kommunistischen Partei zur Abdankung und zum Verlassen des Landes gezwungen wurde.

### Exil
Bis zum Sturz des Ceaușescu-Regimes lebte Michael im Schweizer Exil, wo er seinen Lebensunterhalt mit der Geflügelzucht, als Testpilot sowie als Börsenmakler verdiente. Am 25. Dezember 1990 reiste er nach 43 Jahren im Exil erstmals wieder nach Rumänien, ausgestattet mit einem dänischen Diplomatenpass und einem 24-Stunden-Visum, um am Weihnachtsgottesdienst in der Kathedrale von Curtea de Argeș teilzunehmen und dort an den Gräbern seiner Vorfahren zu beten. Auf dem Weg dorthin wurde er jedoch von der Polizei angehalten und zurück zum Flughafen gebracht. 1992 reiste er mit Genehmigung der Regierung erneut ein, um an den Osterfeierlichkeiten teilzunehmen. In Bukarest kamen über eine Million Menschen auf die Straßen, um ihn zu sehen. Staatspräsident Ion Iliescu, der durch die unerwartete Popularität des Ex-Königs beunruhigt war, verbot ihm daraufhin erneut die Einreise. Erst dessen Nachfolger Emil Constantinescu gab ihm fünf Jahre später die rumänische Staatsbürgerschaft und damit das Aufenthaltsrecht zurück.

### Rückkehr nach Rumänien
Im Zuge des Gesetzes betreffend den Status des ehemaligen Staatsoberhauptes erhielt Michael 2001 unter Präsident Iliescu das Wohnrecht im Elisabeth-Palast in Bukarest eingeräumt, welcher 1936 für seine Tante Elisabeth errichtet worden war und den er selbst nach dem Sturz Antonescus von 1944 bis zu seiner erzwungenen Abdankung 1947 bezogen hatte, um im Stadtzentrum zu wohnen, da das bis dahin bewohnte Schloss Cotroceni etwas außerhalb liegt.
In Bezug auf das Verhältnis Rumäniens zu Moldawien erklärte Michael 2001: „Wir haben keine Gebietsansprüche unseren Nachbarn gegenüber. Aber wir können Versuche, unsere Geschichte umzuschreiben, indem man erklärt, dass Rumänen, die außerhalb unseres Landes leben, einer anderen Nation angehören oder eine andere Sprache sprechen würden, nicht tolerieren.“
Im selben Jahr beantragte Michael die Rückerstattung der vom kommunistischen Regime 1948 beschlagnahmten und verstaatlichten Schlösser Peleș, Pelișor, Foișor, deren Kunstsammlungen und zwanzig weiterer Immobilien in Sinaia. 2004 verabschiedete die rumänische Regierung eine Gesetzvorlage zur Entschädigung in Höhe von 30 Millionen Euro. Allerdings erklärte das rumänische Verfassungsgericht das Gesetz zur finanziellen Entschädigung im November 2005 für verfassungswidrig. Michaels offizielle Rückkehr in die Schlösser Peleș und Pelișor erfolgte am 5. Juni 2008. Die beiden Schlösser werden weiterhin als Museen genutzt, während das ihm ebenfalls zurückerstattete Schloss Săvârșin für Feierlichkeiten genutzt wurde. Michael lebte mit seiner Frau seit 2004 in Aubonne in der Schweiz.
2005 unternahmen Michael und seine Frau Anna (von Bourbon-Parma) gemeinsam eine Reise auf den Spuren der rumänischen Soldaten, die Ende des Zweiten Weltkriegs in der Slowakei und in Tschechien gefallen waren.
Anfang März 2016 zog sich Michael aus Krankheitsgründen aus dem öffentlichen Leben zurück, da er an chronischer Leukämie und metastasierendem Plattenepithelkarzinom litt. Seine letzten Lebensmonate verbrachte er unter intensiver medizinischer Betreuung in seinem Schweizer Wohnsitz, wo er am 5. Dezember 2017 im Alter von 96 Jahren starb. Nach seinem Tod wurde Michael in der Kathedrale von Curtea de Argeș beigesetzt.
Michael gehörte historisch betrachtet zu den rumänischen Hohenzollern. Der erste rumänische König Karl I. bzw. Carol I. (1839–1914) war ein Sohn von Karl Anton von Hohenzollern, dem letzten regierenden Fürsten von Hohenzollern-Sigmaringen. Am 10. Mai 2011 legten der inzwischen 89-jährige ehemalige König und die Mitglieder seines Hauses den Namenszusatz „von Hohenzollern-Sigmaringen“ ab und nennen sich seitdem „von Rumänien“. Hintergrund für die Loslösung waren offenbar Streitigkeiten um einen Adelstitel: Ein rumänisches Gericht erkannte einem Verwandten Michaels den Titel „Prinz von Hohenzollern“ ab. In der Folge brach Michael das bereits vorher als „nicht eng“ bezeichnete Verhältnis mit Sigmaringen ab.

## Ehe und Nachkommen

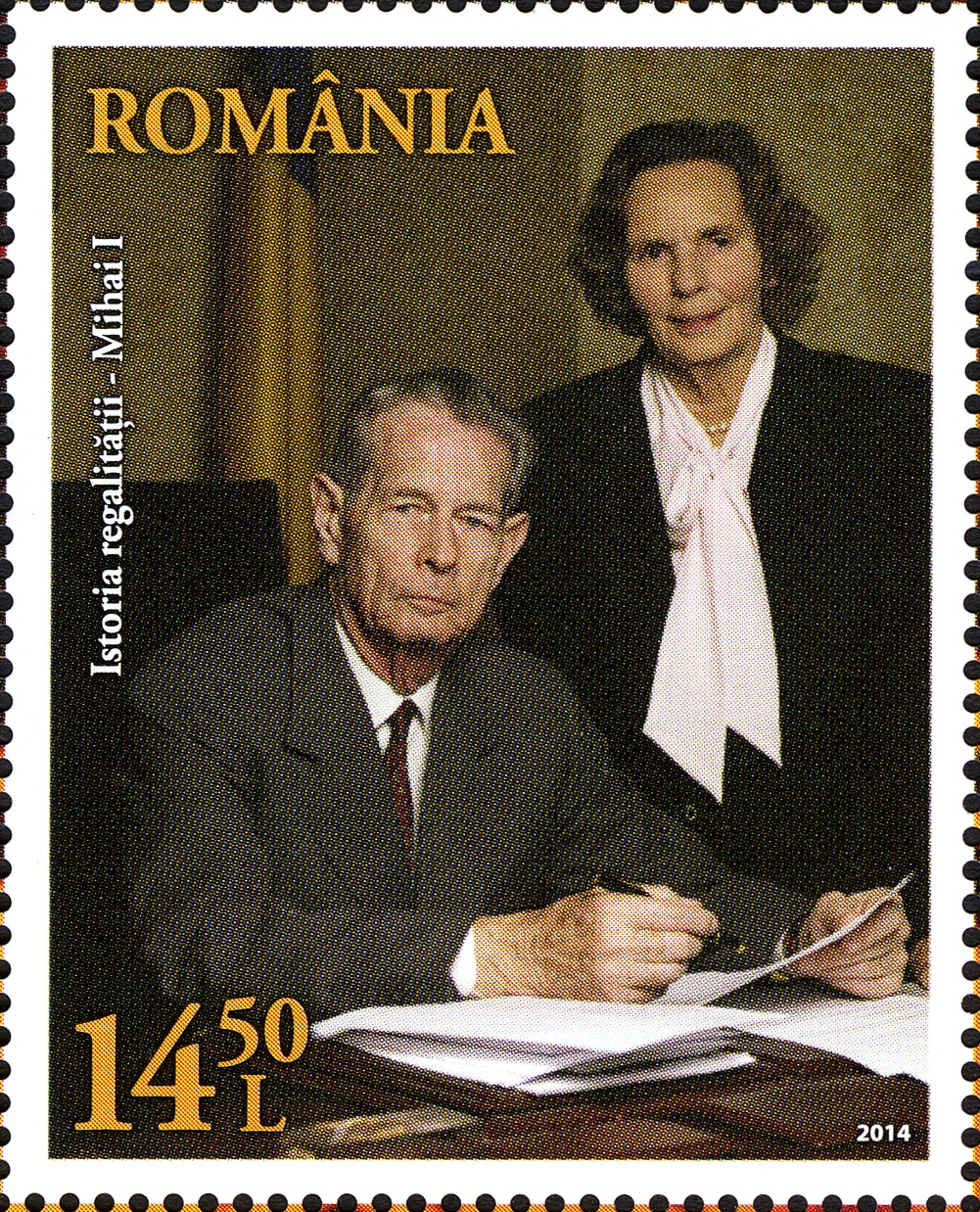
Michael und Anna auf einer rumänischen Briefmarke (2014)

Am 10. Juni 1948 heiratete er Anna aus dem Hause Bourbon-Parma. Das Paar hatte fünf Töchter, die alle im Exil geboren wurden:
- Margarita (* 26. März 1949)
- Elena (* 15. November 1950)
- Irina (* 28. Februar 1953)
- Sophie (* 29. Oktober 1957)
- Maria (* 13. Juli 1964)

Anna starb am 1. August 2016 im schweizerischen Morges.

## Titel und Auszeichnungen
Michael hielt die folgenden Titel:
- 25. Oktober 1921 – 28. Dezember 1925

„Alteța Sa Regală Mihai, Principe al României, Principe de Hohenzollern“ (deutsch Seine königliche Hoheit Michael, Prinz von Rumänien, Prinz von Hohenzollern)
- 28. Dezember 1925 – 20. Juli 1927

„Alteța Sa Regală Mihai, Principe Moștenitor al României, Principe de Hohenzollern“ (deutsch Seine königliche Hoheit Michael, Kronprinz von Rumänien, Prinz von Hohenzollern)
- 20. Juli 1927 – 7. Juni 1930

„Majestatea Sa Regele României“ (deutsch Seine Majestät König von Rumänien)
- 7. Juni 1930 – 6. September 1940

„Alteța Sa Regală Mihai, Mare Voievod de Alba Iulia, Principe al României, Principe de Hohenzollern“ (deutsch Seine königliche Hoheit Michael, Großwoiwode von Alba Iulia, Prinz von Rumänien, Prinz von Hohenzollern)
- 6. September 1940 – 30. Dezember 1947

„Majestatea Sa Mihai I, Regele Românilor“ (deutsch Seine Majestät König Michael I. der Rumänen)
Sein vollständiger Titel während seiner Herrschaft war „Majestatea Sa Mihai I, prin grația lui Dumnezeu și voința națională, Rege al României, Mare Voievod de Alba Iulia, Principe al României, Principe de Hohenzollern“ (deutsch Seine Majestät Michael I, von Gottes Gnaden und nationalen Willen, König von Rumänien, Großfürst von Alba Iulia, Prinz von Rumänien, Prinz von Hohenzollern).
1945 wurde Michael sowohl mit dem Orden der amerikanischen Legion of Merit als auch dem Sowjetischen Siegesorden ausgezeichnet. Am 10. Mai 2007 wurde Michael der Hanno R. Ellenbogen Citizenship Award verliehen. Seit dem 8. April 2008 war Michael Ehrenmitglied der Rumänischen Akademie.
Die von Michael vergebene Loyalitätsmedaille dient der Anerkennung von Verdiensten um die ehemalige Königsfamilie und wird an höchstens 250 lebende Persönlichkeiten vergeben.

## Rezeption
Im Juli 2011 vertrat der rumänische Staatspräsident Traian Băsescu seine umstrittene Meinung, dass der ehemalige König ein „Verräter“ und „Russenknecht“ sei und ferner mitschuldig am Holocaust in Rumänien. Während des Zweiten Weltkriegs waren etwa 211.000 rumänische Juden in die Konzentrations- und Vernichtungslager deportiert oder erschossen worden. Eine 2006 von Băsescu berufene Expertenkommission hatte sich mit den Auswirkungen der kommunistischen Diktatur beschäftigt und die historische Rolle des ehemaligen Königs, insbesondere im Zusammenhang mit der Verhaftung Antonescus, gewürdigt. Der rumäniendeutsche Schriftsteller William Totok bezeichnete die Aussagen Băsescus als „skandalös“. Die Tageszeitung Die Welt kommentierte die Bemerkungen als Widerspruch zu „verbürgten historischen Tatsachen“.
Die Verehrung Antonescus und die Herabwürdigung von Michael I. gehört zur Ideologie sowohl rumänischer Rechtsradikaler als auch der Anhänger der früheren kommunistischen Geheimpolizei Securitate.
Eine Umfrage vom April 2006, die das königliche Haus zum Thema hatte, charakterisierte Michael als familienverbunden (73 %), gläubig (64 %), volksnah (46 %) und ehrlich/moralisch (45 %).
Anlässlich des Todes von Michael I. am 5. Dezember 2017 dirigierte Matthias Manasi am 8. Dezember 2017 ein weltweit übertragenes Gedenkkonzert mit dem Nationalen Rumänischen Rundfunkorchester und dem Akademischen Chor des Rumänischen Rundfunks im Sala Radio der Rumänischen Rundfunkgesellschaft in Bukarest. Gespielt wurden das Requiem von Gabriel Fauré mit den Solisten Veronica Anușca und Ștefan Ignat sowie Kompositionen von Ludwig van Beethoven, Ernest Chausson und Jules Massenet mit dem rumänischen Geiger Alexandru Tomescu als Solist.
Der Bukarester Parcul Regele Mihai I al României ist nach ihm benannt.